# Ozarba rectifasciata
Ozarba rectifasciata là một loài bướm đêm trong họ Noctuidae.